# Abszolút nulla fok (film)
Az Abszolút nulla fok (eredeti cím: Kjærlighetens kjøtere) 1995-ben bemutatott fekete-fehér norvég pszichológiai thriller, filmdráma.

## Rövid történet
Oslo, 1920-as évek. Egy tehetséges költő Grönlandra utazik, ám amikor nem tud hazaérni, elkezdődik az igazi horror.

## A film készítése
A filmet a Spitzbergákon forgatták.

## Fordítás
- Ez a szócikk részben vagy egészben  a   Zero Kelvin (film) című angol Wikipédia-szócikk fordításán alapul.  Az eredeti cikk szerkesztőit annak laptörténete sorolja fel. Ez a jelzés csupán a megfogalmazás eredetét és a szerzői jogokat jelzi, nem szolgál a cikkben szereplő információk forrásmegjelöléseként.